# Shiloango
Shiloango är en flod i Centralafrika som mynnar i Atlanten. Från källan vid Pic Kiama bildar den först gräns mellan Kongo-Brazzaville och Kongo-Kinshasa, därefter mellan Kongo-Kinshasa och den angolanska exklaven Kabinda, för att slutligen rinna genom Kabinda. Det övre loppet kallas ibland Loango – Shiloango ("nedre Loango") syftar i snäv mening på floden nedanför sammanflödet med Lukula.